# Can Palauet
|  | Per a altres significats, vegeu «Can Palauet (masia)». |

Can Palauet és una casa al centre de la ciutat de Mataró protegida com a bé cultural d'interès local.

## Arquitectura
Casal de quatre cossos de planta baixa i tres plantes pis. La façana del segle xvii, conté un finestral gòtic del segle xv. A la planta baixa s'hi conserva una part del celler amb una gran sala coberta amb volta, del segle xvi i les restes d'una torre medieval. Al primer pis, destaquen unes sales nobles, fruit de les reformes fetes al segle xix, una d'elles amb una sumptuosa decoració mural amb pintures al·legòriques. Ha estat restaurat l'any 1996 per Isidre Molsosa i Montserrat de Torres.

## Història
Antic casal de la família Palau, adquirit per l'Ajuntament de Mataró l'any 1983. Bastit al segle xv damunt estructures més antigues, experimenta importants transformacions als segles XVI, xviii i xix, que li donen l'aspecte actual. Un dels seus propietaris, Joan de Palau, va ésser rector de Santa Maria de Mataró a la segona meitat del segle xvi i bisbe electe d'Elna; és enterrat a Santa Maria, a la capella de les Santes.
A la capella de Can Palauet, el 26 de març de 1626, fou celebrat el matrimoni de Luis de Haro, nebot del Comte duc d'Olivares que després seria el primer ministre de Felip IV (1644) i signatari de la Pau de Westfàlia (1648) i del Tractat dels Pirineus (1644) amb Caterina de Córdova, filla dels ducs de Cardona. des de 1997 és la seu de l'Arxiu Comarcal del Maresme.